# Erannis desparsata
Erannis desparsata là một loài bướm đêm trong họ Geometridae.